# C9H21NO
化学式C9H21NO（摩尔质量：159.27 g/mol）可以指以下化合物：
- 环己基三甲基氢氧化铵，CAS号：19895-48-8
- 3-己氧基丙胺，CAS号：16728-61-3
- 9-氨基壬醇，CAS号：109055-42-7
- 5-二乙氨基戊醇，CAS号：2683-57-0

|  | 这个同类索引页列出了具有相同分子式的化学物（即同分異構體）条目。 除非您是有意链接至本页，否则应将相应条目的内部链接指向正确的条目。 |